# Hena
Hena (do árabe الحناء, al-ḥinnā´; em espanhol, alheña ou arjeña) designa tanto uma planta da família das litráceas (Lawsonia inermis L.), como o corante dela extraído.

## Planta
A designação Lawsonia inermis vem da expressão "Lawsonia ramis inermibus" escrita por Lineu. Lawsonia por ter sido descoberta pelo físico escocês Isaac Lawson, amigo de Lineu; e inermis graças aos seus ramos, que não apresentam espinhos (como ocorre na Lawsonia spinosa L.). A planta aparece citada no Cântico dos Cânticos (I, 13 e IV, 13): "O meu amado é para mim como um cacho de cipre, (colhido) nas vinhas de Engardi." Bem como: "As tuas palavras formam um jardim de delícias (cheio) de toda qualidade de romãs, de frutos de cipre e de nardo." Em hebraico, tal planta recebe o nome de Copher. E, em latim, pode-se chamá-la Cyprus, tendo dado nome ao Chipre. Porém, não confundir com Cipreste, equivalente ao Gopher hebraico.
Devido ao seu perfume, essa litrácea estaria presente nas 40 libras de mirra utilizadas por Nicodemos para embalsamar o corpo de N. S. Jesus Cristo (S. João XIX, 39). E, além disso, tal planta teria sido utilizada ainda para embalsamar o corpo do Patriarca Jacó (Gênesis L, 2), semelhante ao embalsamamento das múmias do antigo Egito, nas quais se utilizavam a Lawsonia inermis L. seja para efeitos de tingimento e rejuvenescimento das mesmas, uma vez que seus efeitos bactericidas ainda não eram plenamente conhecidos.
A Lawsonia inermis é conhecida em algumas regiões do Nordeste brasileiro como "resedá", "rosedá" ou ainda "bogarí", o que pode levar à confusão com as espécies Reseda, Lagerstroemia indica e Jasminum sambac, respectivamente.
Em inglês, a Lawsonia inermis também é conhecida como Mignonette ou Egyptian privet, tendo sido muito popular em fins do século XIX.

## Corante
O corante extraído da Lawsonia Inermis L. é muito usado no Chifre e no Norte de África e no Sul da Ásia, seja para colorir os cabelos de castanho, castanho-avermelhado, vermelho, baio ou laranja (dependendo da cor natural do cabelo), seja para tatuar as mãos e o corpo. Esta tatuagem é temporária e desaparece ao fim de uma semana. Outro uso, são nas sobrancelhas, a tinta é aplicada entre um fio e outro para disfarçar as falhas, seu tempo de duração são de duas semanas, se a pele for oleosa esse processo de desbotamento pode ser mais rápido.
O corante de hena é comercializado pela indústria de cosméticos; no entanto, há produtos com aditivos que, para dar um tom mais escuro ao corante, podem causar problemas de saúde. Geralmente não é recomendado que mulheres grávidas e crianças façam aplicação de hena, pois algumas marcas possuem chumbo em sua composição.

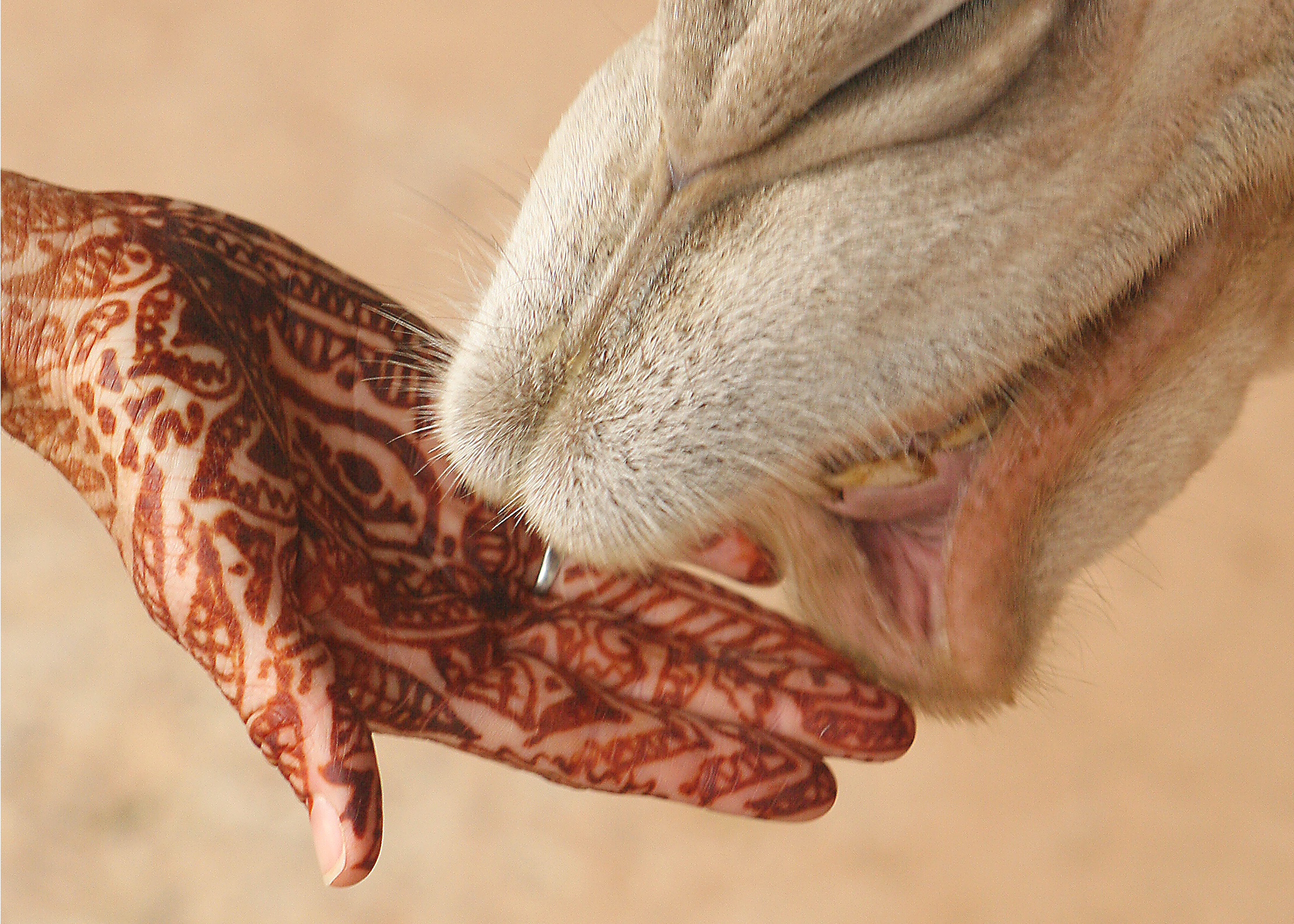
Mão tatuada com hena